# Ministro senza portafoglio della Repubblica Italiana
È detto ministro senza portafoglio il ministro del governo della Repubblica Italiana non preposto ad alcun Ministero ma che svolge funzioni delegate dal presidente del Consiglio.
In caso contrario, viene definito ministro con portafoglio o, più semplicemente, ministro.

## Etimologia
Il termine "portafoglio", anche se più correttamente dovrebbe dirsi "portafogli", va ricollegato all'antico significato di borsa in pelle, contenente carte o banconote. Serviva ai Ministri per conservarvi i documenti di Stato, nei loro spostamenti. In modo traslato, esso è poi venuto ad indicare sia la carica del Ministro, sia il ramo dell'amministrazione a cui egli era preposto.

## Ruolo istituzionale
I motivi che possono motivare la nomina di Ministri senza portafoglio sono di diverso ordine: può sentirsi il bisogno di acquisire una personalità politica di rilievo, alla quale, per varie ragioni, non è possibile assegnare un dicastero. Oppure, soprattutto in governi di coalizione, e ancora di più in coalizioni pluripartitiche, può essere necessario assicurare determinati equilibri politici, assegnando a vari esponenti incarichi di spicco. Essi non sono assimilabili ai non-departmental ministers della tradizione anglosassone, poiché questi ultimi si configurano come dei super-Ministri.
Nell'ordinamento italiano i ministri senza portafoglio non trovano alcun riconoscimento nella Costituzione, che menziona espressamente solo i Ministri a capo di un dicastero. Tuttavia, si tratta di una figura tradizionalmente ammessa in via di prassi. Alcuni studiosi hanno dubitato, soprattutto in passato, della legittimità costituzionale dei Ministri senza portafoglio, così come dei Ministri ad interim. Pur essendo vero che l'istituto non figura in Costituzione, da ciò non può tuttavia dedursi che essa ne faccia espresso divieto. A conferma di ciò sta il fatto che anche durante i lavori preparatori della Costituzione la prassi di tali nomine era già stata introdotta. Alcuni autori ritengono, comunque, che, viste le circostanze, la nomina di Ministri senza portafoglio debba restare un qualcosa di eccezionale.
All'atto della costituzione del nuovo governo, possono essere nominati Ministri senza portafoglio, contestualmente alla nomina degli altri ministri, con decreto del presidente della Repubblica, su proposta del Presidente del Consiglio dei ministri. Nel decreto, tuttavia, non occorre specificare le loro deleghe, che possono essere definite in un momento successivo. Il ministro senza portafoglio, come tutti gli altri Ministri, presta giuramento nelle mani del Presidente della Repubblica. 
Ai sensi dell'art. 9 della Legge 400/1988 sulla disciplina dell'attività di Governo e dell'ordinamento della Presidenza del Consiglio dei Ministri, i Ministri senza portafoglio svolgono le funzioni a loro delegate dal Presidente del Consiglio, sentito il Consiglio dei Ministri, e rese pubbliche mediante pubblicazione del provvedimento in Gazzetta Ufficiale. Sono incardinati presso la Presidenza del Consiglio dei ministri, e possono essere delegati alla responsabilità di un dipartimento della Presidenza del Consiglio.
I Ministri senza portafoglio hanno alle loro dipendenze un Gabinetto ed una Segreteria particolare, come gli altri Ministri.
Quanto ai poteri dei Ministri senza portafoglio, se non hanno deleghe loro conferite dal presidente del Consiglio, essi, non essendo a capo di un dicastero, partecipano alla generale determinazione dell'indirizzo politico, esplicando funzioni di governo collegialmente in seno al Consiglio dei ministri. Per questo motivo, si pone il problema della loro responsabilità individuale. Sarebbe più corretto, infatti, parlare di responsabilità politico-costituzionale di un Ministro senza portafoglio a titolo individuale. Non appare sufficiente l'argomento, preso a contrario dalla Costituzione, secondo cui essendo la responsabilità individuale collegata alla direzione di un dicastero, il Ministro senza portafoglio non potrebbe essere ritenuto responsabile. Egli sarà, in ogni caso, responsabile, se non degli atti relativi al dicastero, di quelli relativi all'incarico che ha ricevuto dal Consiglio dei Ministri. 
Esempi di Ministri senza portafoglio con deleghe sono il Ministro per gli affari europei o il Ministro per i rapporti con il Parlamento, quello agli Affari regionali o quello alla Transizione digitale. La prassi ha fatto sì che, talvolta, si sia proceduto alla nomina di un Ministro senza portafoglio, con attribuzione di funzioni tramite legge, e non tramite atto governativo.

## Riferimenti normativi
- Art. 9 della legge 23 agosto 1988, n. 400 - Disciplina dell'attività di Governo e ordinamento della Presidenza del Consiglio dei Ministri.